# Drohi
Drohi è un film del 1992 diretto da Ram Gopal Varma.